# Going to a Go-Go (single)
"Going to a Go-Go" is een single van de Amerikaanse soulgroep The Miracles. Het nummer werd uitgebracht in december van het jaar 1965 en is de titelsong van het gelijknamige album "Going To A Go-Go". Het was de vierde single die van dit album afgebracht werd. De andere drie waren "Ooo Baby Baby", "The Tracks Of My Tears" en "My Girl Has Gone". Van deze vier nummers was "Going to a Go-Go" op de poplijst van de Verenigde Staten, de hitlijst waar het Motown, de platenmaatschappij van The Miracles, het het meest om ging, de meest succesvolle. Daarop bereikte de single namelijk de nummer 11-notering. Op de r&b-lijst was het zelfs een nummer 2-hit. Daarnaast was het ook de vijfde single van de groep waarvan er meer dan één miljoen exemplaren zijn verkocht.
Zoals veel hits van The Miracles, zoals "You've Really Got a Hold On Me" en "More Love", schreef de leadzanger van de groep, Smokey Robinson, ook "Going to a Go-Go" zelf. Dit deed hij wel in samenwerking met drie andere leden van de groep, namelijk Warren "Pete" Moore, Bobby Rogers en de gitarist van de groep Marv Tarplin. De tekst die ze schreven gaat erover dat ze de luisteraars uitnodigen naar een "go-go"-feestje te komen. Een go-go is een soort disco en was midden jaren zestig zeer populair. Zo heet het volgende album van The Miracles "Away We A Go-Go" en een album van The Supremes uit deze periode "The Supremes A' Go-Go", waar de hitsingles "You Can't Hurry Love" en "Love Is Like An Itching In My Heart" opstaan. De muziek van "Going to a Go-Go" werd gespeeld door de vaste studioband van Motown, The Funk Brothers. Deze band werd geleid door de pianist Earl van Dyke. De leadgitarist is echter een lid van The Miracles, Marv Tarplin. Hij hoort dan ook niet bij The Funk Brothers.
"Going to a Go-Go" is meerdere malen gecoverd. De meest succesvolle cover is die van The Rolling Stones. Hun versie in zowel de Verenigde Staten als in het Verenigd Koninkrijk een top 30 hit. Naast The Stones coverden ook Hags en Shalamar het nummer. De versie van Shalamar was echter slechts gedeeltelijk, omdat het deel uitmaakte van een medley. Daarin was "Going To A Go-Go" het eerste nummer gevolgd door de andere Motownnumers "I Can't Help Myself", "Uptight (Everything's Alright)", "Stop! In The Name Of Love", "It's The Same Old Song", "The Tears Of A Clown", "Love Is Like An Itching In My Heart", "This Old Heart Of Mine (Is Weak For You)", "Baby Love" en "He Was Really Sayin' Something".
De B-kant van "Going to a Go-Go" is het nummer "Choosey Beggar". Net als de A-kant is dit nummer afkomstig van het album "Going To A Go-Go" en werd het geschreven door Smokey Robinson en Warren "Pete" Moore. Voor een B-kant was "Choosey Beggar" een redelijk succesvol nummer voor The Miracles. Het bereikte namelijk de 35ste positie op de r&b-lijst.

## Bezetting
- Lead: Smokey Robinson
- Achtergrond: Ronnie White, Claudette Robinson, Bobby Rogers en Warren "Pete" Moore
- Instrumentatie: The Funk Brothers
- Gitarist: Marv Tarplin
- Schrijvers: Smokey Robinson, Warren "Pete" Moore, Bobby Rogers en Marv Tarplin
- Producer: Smokey Robinson